# Cerkiewnik
Cerkiewnik (deutsch Münsterberg) ist ein Ort in der polnischen Woiwodschaft Ermland-Masuren. Er gehört zur Stadt-und-Land-Gemeinde Dobre Miasto (Guttstadt) im Powiat Olsztyński (Kreis Allenstein).

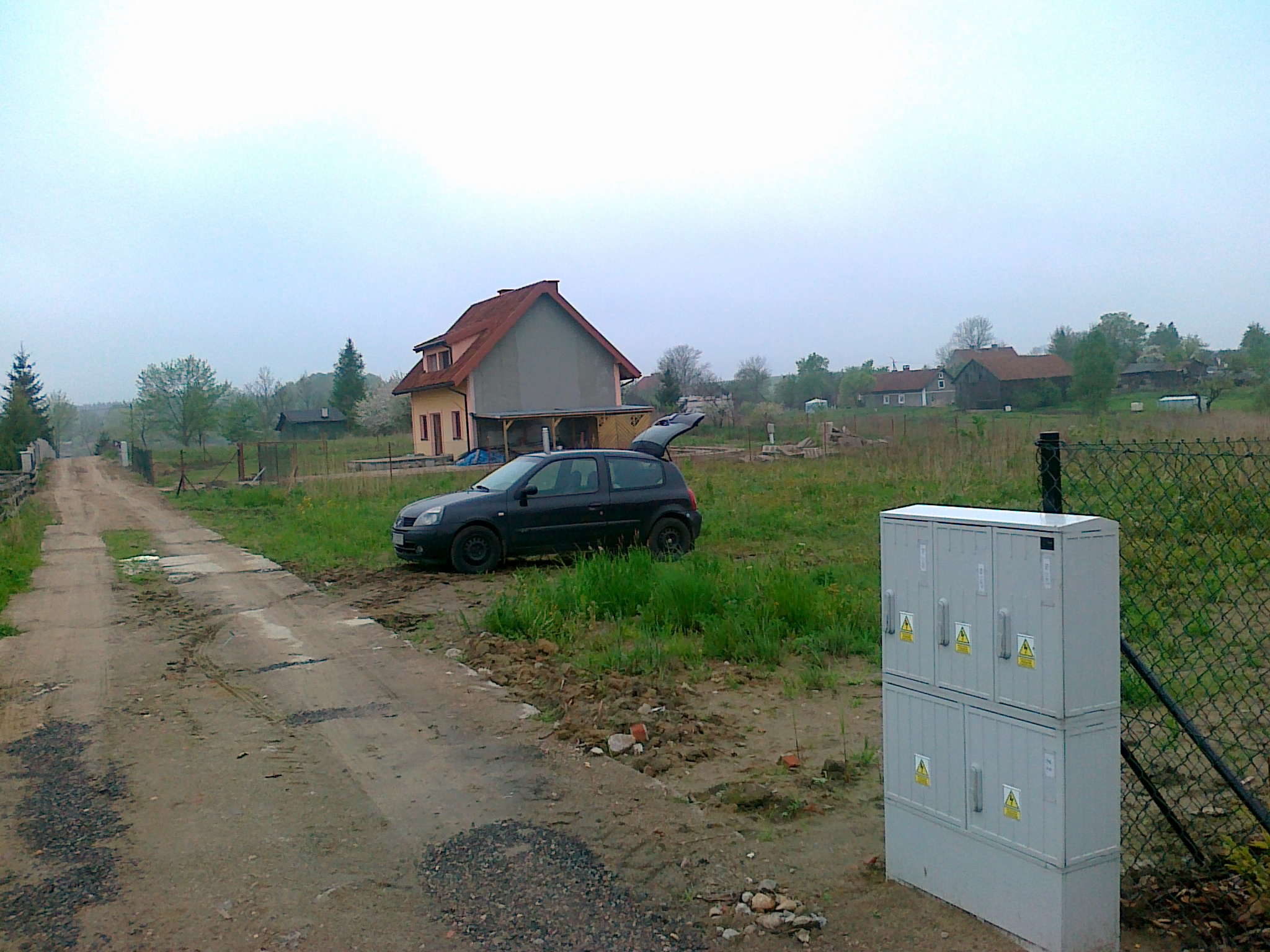
Baugrundstück in Cerkiewnik

## Geographische Lage
Cerkiewnik liegt südöstlich des Leimangelsees (polnisch Jezioro Limajno) im nördlichen Westen der Woiwodschaft Ermland-Masuren, 27 Kilometer südwestlich der früheren Kreisstadt Heilsberg (polnisch Lidzbark Warmiński) bzw. 15 Kilometer nordwestlich der heutigen Kreismetropole und auch Woiwodschaftshauptstadt Olsztyn (deutsch Allenstein).

## Geschichte
Dem einst Münsterburg und erst nach 1785 Münsterberg genannten alten Kirchdorf wurde bereits 1383 die Handfeste verliehen. Im Jahre 1874 wurde die Landgemeinde Münsterberg in den neu errichteten Amtsbezirk Glottau (polnisch Głotowo) im ostpreußischen Kreis Heilsberg, Regierungsbezirk Königsberg, aufgenommen. Am 1. November 1884 wurde „Münsterberg (Ostpreußen)“ Bahnstation.
577 Einwohner waren im Jahre 1910 in Münsterberg registriert. Ihre Zahl stieg bis 1933 auf 650 und belief sich 1939 auf 579.
Mit der Abtretung des gesamten südlichen Ostpreußen in Kriegsfolge 1945 an Polen erhielt Münsterberg die polnische Namensform „Cerkiewnik“. Heute ist das Dorf eine Ortschaft im Verbund der Gmina Dobre Miasto (Stadt-und-Land-Gemeinde Guttstadt) im Powiat Olsztyński (Kreis Allenstein), von 1975 bis 1998 der Woiwodschaft Olsztyn, seither der Woiwodschaft Ermland-Masuren zugehörig. Im Jahre 2021 zählte Cerkiewnik 420 Einwohner.

## Religion
Römisch-katholische Kirche

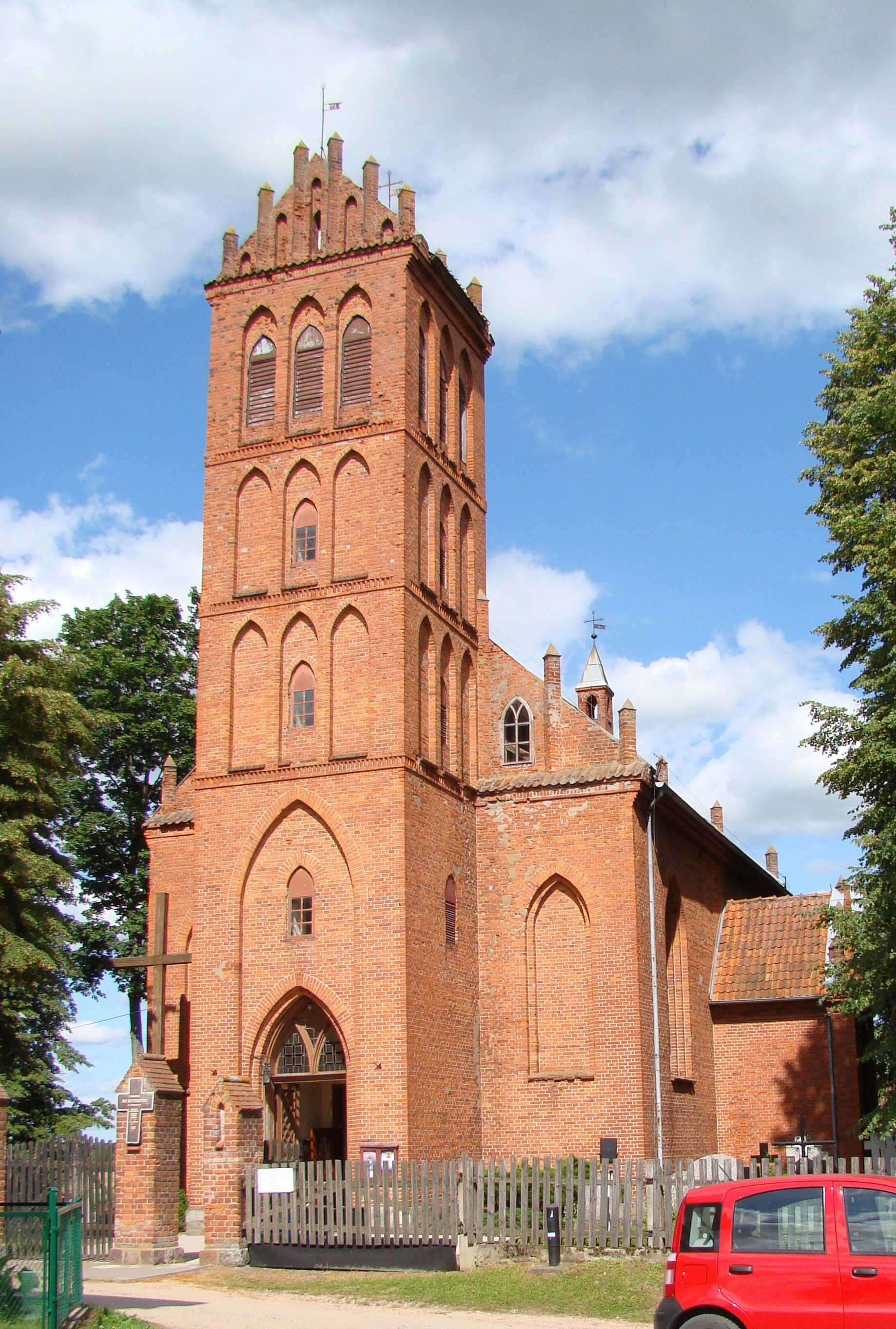
Pfarrkirche St. Katharina von Alexandrien in Cerkiewnik

Münsterberg ist ein altes Kirchdorf. Eine erste Kirche aus dem Mittelalter brannte 1819 ab, sie wurde 1851/52 als neogotischer Saalbau neu errichtet und ist heute als der Katharina von Alexandrien gewidmetes Gotteshaus eine römisch-katholische Pfarrkirche im Erzbistum Ermland.
Evangelische Kirche

Bis 1945 war Münsterberg außerdem in die evangelische Kirche Guttstadt (polnisch Dobre Miasto) eingepfarrt. Sie gehörte zur Kirchenprovinz Ostpreußen der Kirche der Altpreußischen Union. Heute ist Cerkiewnik der Diözese Masuren der Evangelisch-Augsburgischen Kirche in Polen zugeordnet.

## Persönlichkeit
- Helmut Zint (1891–1945), deutscher römisch-katholischer Geistlicher und Märtyrer, war ab 1939 Pfarrer in Münsterberg

## Verkehr
Straße

Cerkiewnik bildet den Endpunkt einer Nebenstraße, die bei Głotowo (Glottau) von der Woiwodschaftsstraße 530 abzweigt und über Swobodna (Schwuben) hierher führt.
Von Chmury aus ist Cerkiewnik direkt zu erreichen.
Schiene

Seit 1884 ist Münsterberg resp. Cerkiewnik eine Bahnstation. Sie liegt an der heutigen PKP-Bahnlinie 221: Olsztyn Gutkowo–Braniewo. Von 2019 bis 2023 war sie geschlossen, heute ist sie – allerdings nur im Personenverkehr – wieder in Betrieb.